# Развој светског рекорда у бацању диска за жене
Рекорди у бацању диска за жене незванично су се почели бележити 1923, и водила их је Међународна федерација за женски спорт ФСФИ (Fédération Sportive Féminine Internationale) која се угасила 1936. године под притиском МОКа. МОК није ратификовао те рекорде, него се они воде као незванични под називом најбоље време на свету.
Први светски рекорд у бацању диска за жене признат је од ИААФ (International Association of Athletics Federations – Међународна атлетска федерација), 1936. године, после Летњих олимпијских игара у Берлину. Прва светска рекордерка била је немачка бацачица диска Гизела Мауермајер са 48,31 метар постигнутим 11. јула 1936. у Берлину, а тренутна светска рекордерка је Габријела Рајниш из Источне Немачке са 78,80 м постигнутом у Нојбранденбургу 9. јула 1988..

## Светски рекорди у бацању диска за жене

### Рекорди према ФСФИ (незванични)
| Време  | Атлетичарка        | Држава       | Место          | Датум               |
| ------ | ------------------ | ------------ | -------------- | ------------------- |
| 27,39  | Ивон Тамбуре       | Француска    | Париз          | 23. септембар 1923. |
| 27,70  | Луси Пти           | Француска    | Париз          | 14. јул 1924.       |
| 28,325 | Луси Пти-Дегре     | Француска    | Брисел         | 21. јул 1924.       |
| 30,10  | Виолета Жоро-Морис | Француска    | Лондон         | 04. август 1924.    |
| 30,225 | Лусин Велу         | Француска    | Париз          | 19. септембар 1924. |
| 31,15  | Марија Видлакова   | Чехословачка | Праг           | 11. октобар 1925.   |
| 34,15  | Халина Конопацка   | Пољска       | Варшава        | 23. мај 1926.       |
| 38,34  | Мили Ројтер        | Немачка      | Брауншвајг     | 22. август 1926.    |
| 39,18  | Халина Конопацка   | Пољска       | Варшава        | 4. септембар 1927.  |
| 39,62  | Халина Конопацка   | Пољска       | Амстердам      | 31. септембар 1928. |
| 40,345 | Јадвига Вајс       | Пољска       | Пабјањице      | 15. мај 1932.       |
| 40,39  | Јадвига Вајс       | Пољска       | Лођ            | 16. мај 1932.       |
| 40,84  | Грета Хоблајн      | Немачка      | Хаген          | 19. јун 1932.       |
| 42,43  | Јадвига Вајс       | Пољска       | Лођ            | 19. јун 1932.       |
| 43,08  | Јадвига Вајс       | Пољска       | Królewska Huta | 15. јул 1933.       |
| 43,795 | Јадвига Вајс       | Пољска       | Лондон         | 11. август 1934.    |
| 44,34  | Гизела Мауермајер  | Трећи рајх   | Улм            | 02. јун 1935.       |
| 44,76  | Гизела Мауермајер  | Трећи рајх   | Нирнберг       | 04. јун 1935.       |
| 45,53  | Гизела Мауермајер  | Трећи рајх   | Минхен         | 23. јун 1935.       |
| 46,10  | Гизела Мауермајер  | Трећи рајх   | Јена           | 29. јун 1935.       |
| 47,12  | Гизела Мауермајер  | Трећи рајх   | Дрезден        | 25. август 1935.    |

### Званични рекорди према ИААФ
Закључно са 13. децембром 2011. ИААФ је регистровао 35 светских рекорда у бацање диска за жене.
| Време | Атлетичарка            | Држава          | Место            | Датум               |
| ----- | ---------------------- | --------------- | ---------------- | ------------------- |
| 48,31 | Гизела Мауермајер      | Трећи рајх      | Берлин           | 11. јул 1936.       |
| 53,25 | Нина Думбадзе          | Совјетски Савез | Москва           | 8. август 1948.     |
| 53,37 | Нина Думбадзе          | Совјетски Савез | Гори             | 27. мај 1951.       |
| 53,61 | Нина Ромашкова         | Совјетски Савез | Одеса            | 09. август 1952.    |
| 57,04 | Нина Думбадзе          | Совјетски Савез | Тбилиси          | 18. октобар 1952.   |
| 57,15 | Тамара Прес            | Совјетски Савез | Рим              | 12. септембар 1960. |
| 57,43 | Тамара Прес            | Совјетски Савез | Москва           | 15. јул 1961.       |
| 58,06 | Тамара Прес            | Совјетски Савез | Софија           | 01. септембар 1961. |
| 58,98 | Тамара Прес            | Совјетски Савез | Лондон           | 20. септембар 1961. |
| 59,29 | Тамара Прес            | Совјетски Савез | Москва           | 18. мај 1963.       |
| 59,70 | Тамара Прес            | Совјетски Савез | Москва           | 11. август 1965.    |
| 61,26 | Лизел Вестерман        | Западна Немачка | Сао Пауло        | 5. новембар 1967.   |
| 61,64 | Кристине Шпилберг      | Источна Немачка | Регис-Брајтинген | 26. мај 1968        |
| 62,54 | Лизел Вестерман        | Западна Немачка | Вердол           | 24. јул 1968.       |
| 62,70 | Лизел Вестерман        | Западна Немачка | Берлин           | 18. јул 1969.       |
| 63,96 | Лизел Вестерман        | Западна Немачка | Хамбург          | 27. септембар 1969. |
| 64,22 | Фаина Мелник           | Совјетски Савез | Хелсинки         | 12. август 1971.    |
| 64,88 | Фаина Мелник           | Совјетски Савез | Минхен           | 4. септембар 1971.  |
| 65,42 | Фаина Мелник           | Совјетски Савез | Москва           | 31. мај 1972.       |
| 65,48 | Фаина Мелник           | Совјетски Савез | Аугзбург         | 24. јун 1972.       |
| 66,76 | Фаина Мелник           | Совјетски Савез | Москва           | 04. август 1972.    |
| 67,32 | Аргентина Мениш        | Румунија        | Констанца        | 23. септембар 1972. |
| 67,44 | Фаина Мелник           | Совјетски Савез | Рига             | 25. мај 1973.       |
| 67,58 | Фаина Мелник           | Совјетски Савез | Москва           | 10. јул 1973.       |
| 69,48 | Фаина Мелник           | Совјетски Савез | Единбург         | 27. септембар 1973. |
| 69,90 | Фаина Мелник           | Совјетски Савез | Праг             | 27. мај 1974.       |
| 70,20 | Фаина Мелник           | Совјетски Савез | Цирих            | 20. август 1975.    |
| 70,50 | Фаина Мелник           | Совјетски Савез | Сочи             | 24. април 1976.     |
| 70,72 | Евелин Јал             | Источна Немачка | Дрезден          | 12. август 1978.    |
| 71,50 | Евелин Јал             | Источна Немачка | Потсдам          | 10. мај 1980.       |
| 71,80 | Марија Вергова-Петкова | Бугарска        | Софија           | 13. јул 1980.       |
| 73,26 | Галина Савинкова       | Совјетски Савез | Leselidse        | 22. мај 1983.       |
| 73,36 | Ирина Мешински         | Источна Немачка | Праг             | 17. август 1984.    |
| 74,56 | Здењка Шилхава         | Чехословачка    | Њитра            | 26. август 1984.    |
| 76,80 | Габријела Рајнш        | Источна Немачка | Нојбранденбург   | 9. јул 1988.        |